# Fagonia densa
Fagonia densa là một loài thực vật có hoa trong họ Zygophyllaceae. Loài này được I.M.Johnst. miêu tả khoa học đầu tiên năm 1924.